# Ianthodon
Ianthodon es un género extinto de sinápsidos pelicosaurio que existió durante el Carbonífero Superior en lo que actualmente es Estados Unidos.